# Братська могила бійців Червоної армії (с.Сновидовичі)

## Історія
15 липня 1941 року с. Сновидовичі було окуповане німецькими військами.
3 січня 1944 р. село визволене 635-м стрілецьким полком 143-ї стрілецької дивізії, що входила до складу 13-ї армії 1-го Українського фронту. Під час боїв загинуло п'ять бійців Червоної армії: Білоусов І. Г., Віхров Г. М., Черепков В. І., Ільїн Г. П. та один невідомий воїн. Бійці були поховані на території села. За рішенням колгоспу «Світанок» від 20 січна 1957 р. відкрито пам'ятник у 1958 р.
Виготовлений Львівськими художніми майстернями.

## Взяття на облік
Даний об'єкт культурної спадщини взято на державний облік та під державну охорону від 17 лютого 1970 р. рішенням № 102 Ровенського обласного виконкому депутатів трудящих

## Опис об'єкта
Група могил разом з пам'ятником розташовані на території Сновидовицької загальноосвітньої школи І-ІІІ ступенів.
П'ять одиночних могил розміщені півколом, в центрі якого на постаменті у формі трапеції встановлена скульптура воїна з плащ-палаткою на плечах та вінком у правій руці. На лицьовій стороні постаменту розміщена табличка з написом:
```
                                 "Вічна слава героям"
```

На кожній могилі встановлена меморіальна плита з рельєфним зображенням п'ятикутної зірки та схрещених гвинтівок і написом прізвища, ім'я, по-батькові та дати загибелі воїна. Кожна могила опоряджена бетонною рамкою. Алея до пам'ятника викладена бетонними плитами
Розміри: могили (5) — 1,9 х 0,89 см
```
        меморіальні плити (5) - 0,57 х 0,42
        постамент - 1,58 х 1,59 х 1,04
        скульптура - 2,5 м
```